# Isla Grande de Tierra del Fuego

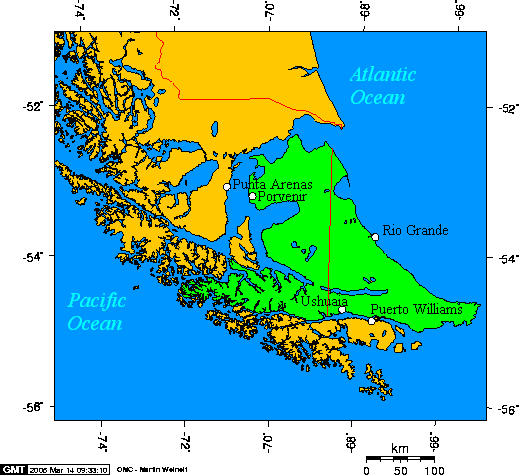
På denna karta är Isla Grande markerad med grön färg

Isla Grande de Tierra del Fuego är huvudön i ögruppen Eldslandet. Öns area är cirka 47 000 km². Den västra delen tillhör Chile och den östra Argentina. Namnet är spanskt och kan översättas till "Eldslandets stora ö".